# 萩原智子
萩原智子（日语：／ はぎわら ともこ，1980年4月13日—），本名佐藤智子，日本女子游泳运动员。山梨縣出生，畢業於甲府市立西中学校、山梨学院大学附属高校及山梨学院大学和研究院。

## 生涯
2010年，萩原代表日本參加廣州亞運會游泳比賽的女子50米自由泳及4x100米自由泳接力比賽，奪得接力銀牌。